# Sporophile noir et roux
Sporophila nigrorufa
Espèce
Statut de conservation UICN

 VU A2c+3c+4c;C2a(i) : Vulnérable
Le Sporophile noir et roux (Sporophila nigrorufa) est une espèce de passereaux appartenant à la famille des Thraupidae.

## Répartition
On le trouve en Bolivie et au Brésil.

## Habitat
Il habite les prairies tropicales ou subtropicales humides ou inondées en certaines saisons et de basse altitude.

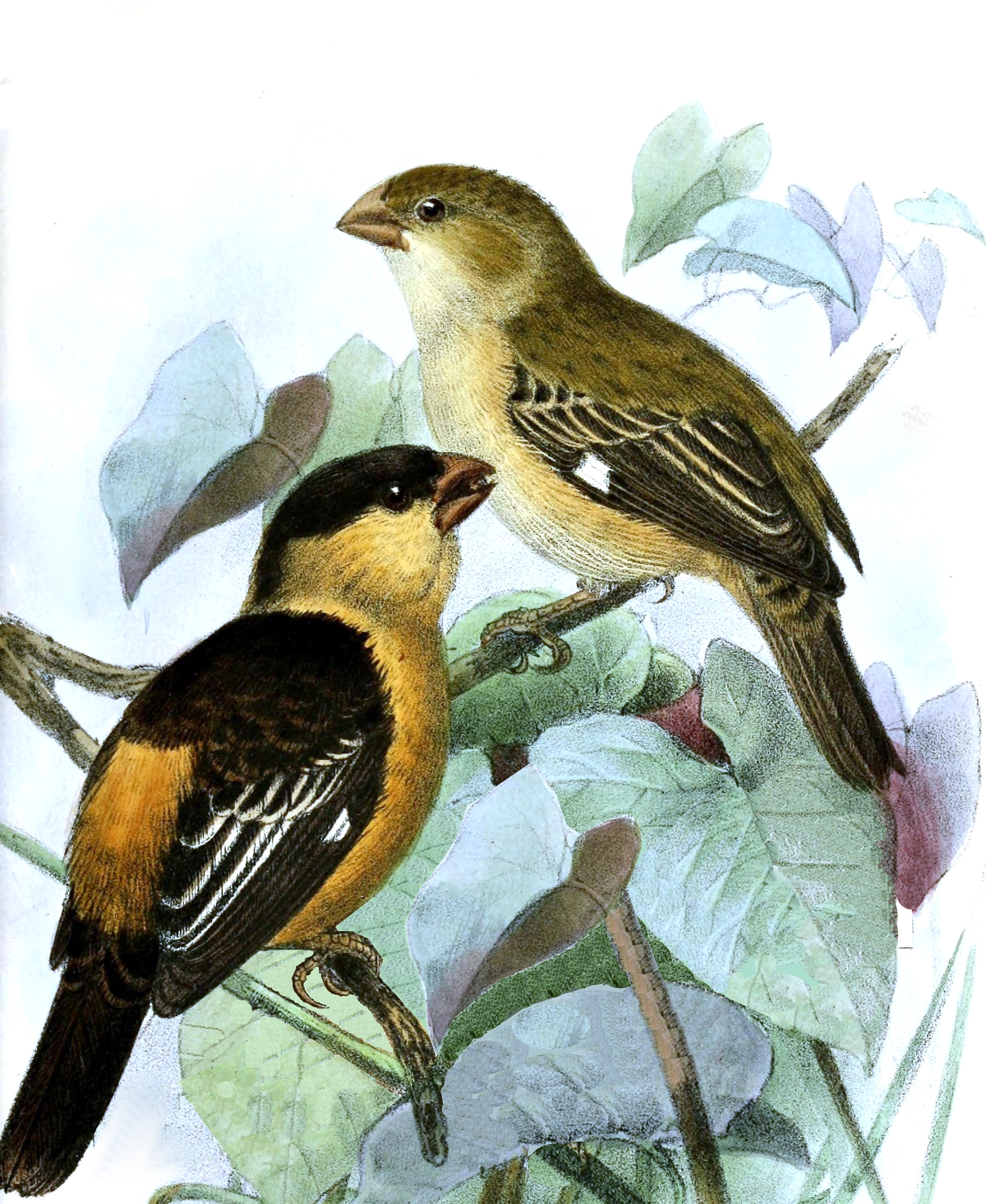